# 松平家乗
松平 家乗（まつだいら いえのり）は、安土桃山時代から江戸時代にかけての武将・大名。大給松平家6代当主。徳川家康の関東入部時に大名（上野国那波藩）となり、関ヶ原の合戦後に美濃国岩村藩主に転じた。官位は従五位下・和泉守。

## 生涯

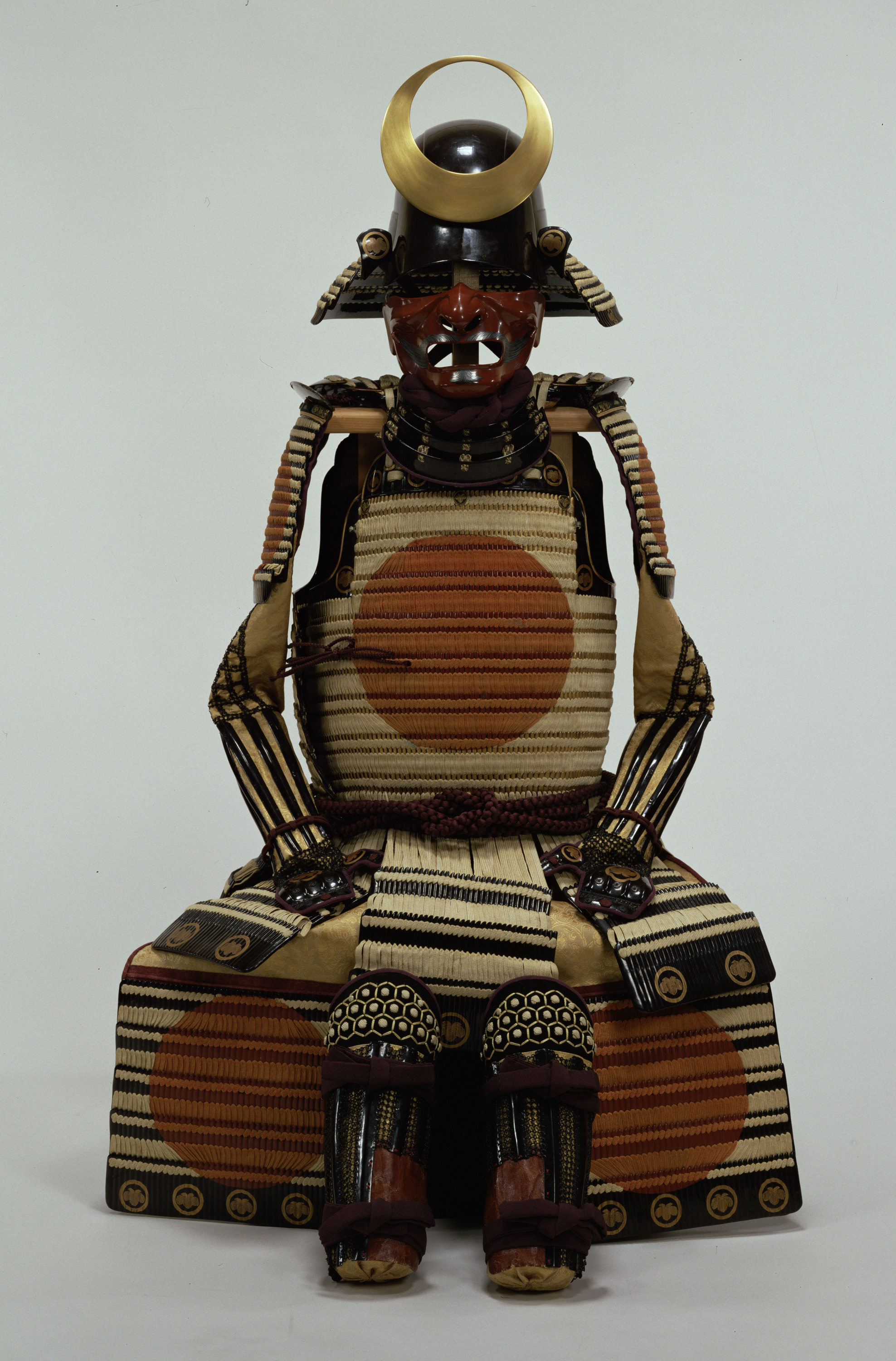
白糸威胴丸具足（伝・松平家乗所用、東京国立博物館所蔵）。

天正3年（1575年）、大給松平家5代の松平真乗の長男として、三河国大給城で生まれた。天正10年（1582年）、父の真乗が死去したため、8歳で家督を継ぐことになった。
天正12年（1584年）の長久手の戦いに際しては、家乗が幼少であったために、家老の松平近正が代理として大給松平家を率いて参加し戦功を挙げた。また同年、尾張の蟹江城・前田城攻めの蟹江城合戦で滝川一益が立て籠った時には、家臣の河合帯刀が奮戦して大給松平家が功を挙げている。。
天正15年（1587年）、13歳で徳川家康の前で元服し、偏諱を受け家乗と称した。
天正18年（1590年）、家康が関東に移封されると、上野国那波郡内に1万石の所領を与えられ、那波藩が成立した。なおこの時、家老であった松平近正が家康の直臣に取り立てられている。
天正19年（1591年）、家康の奥州への出陣に供奉した。
家乗は那波に父祖の菩提寺として雄山伝英和尚を招いて、久昌山盛巌寺を開創した。
慶長元年（1596年）、従五位下・和泉守に叙任された。当時家康の家臣で諸大夫は10人であったが、その一人に加えられた。
慶長5年（1600年）の関ヶ原の戦いに際しては、三河国吉田城の守備を務めた。これについて、はじめ吉田城守備を命じられた家乗は、旗本の先駆を務めたいと家康に請うたが、家康は吉田城が尾張国知多郡に通じる「軍監の通路」であり枢要の地であるからという理由を示し、重ねて吉田城守備を命じたという。
戦後は家康の命を受け、伊勢国桑名城を攻めて守将を降ろした。
慶長6年（1601年）正月、1万石を加増の上で美濃岩村藩の初代藩主となり、恵那郡・土岐郡内で2万石を領する大名となった。この時、御礼を言上するために駿府城へ赴き家康に拝謁する際に、永井右近奏者として敷居の外にあったが、家康から「内に入れよ」と仰せられたので、敷居を越えて拝謁した。
岩村藩主となると、上州那波にあった父祖の霊廟で菩提寺の盛巌寺を岩村城下に移し、阿木村の30石を寺領として附した。また岩村城の北麓に、浄蓮社を建てて久翁山 龍巌寺(龍岩寺)も上州那波から移し、富田村の50石を寺領として附した。
慶長19年（1614年）2月19日死去、40歳であった。久翁山 龍巌寺(龍岩寺)内の墓地に埋葬された。
家乗は、人となり剛正で勤検であった。事をなすには法度あり、華麗を好まず、細行を忽にせず、上に事えては忠を喝し、母に事えて孝。下に御するに仁を以てし、民に臨んで恵を施したので城下はよく治まったという。

## 菩提寺と墓所
寛永15年（1638年）、2代藩主の松平乗寿が浜松藩へ転封となると、岩村にあった龍巌寺（龍岩寺）は、その伽藍を残したまま浜松へ移ったため、家乗の墓は岩村に残されたままとなった。
寛永15年（1638年）、次に岩村藩主となった丹羽氏信は、龍巌寺（龍岩寺）の伽藍を受け取って、一色丹羽氏の菩提寺の妙仙寺を、尾張の岩崎城下から移した。元禄15年（1702年）、丹羽氏音が越後高柳藩に移封となると、妙仙寺も岩村を去って越後高柳へ移った。
次に乗政流大給松平家の松平乗紀が小諸藩から岩村藩に移り、妙仙寺の伽藍を受け取って、菩提寺の乗政寺を信濃の小諸城下から移した。すなわち家乗の墓がある場所は、乗政寺の境内となった。
明治4年（1871年）の廃藩置県の際に乗政寺は廃寺となり、取り壊されたため伽藍は残っていないが、その跡地には数代の岩村藩主とその家族や重臣の墓が残っており、大名墓地（乗政寺墓地）と呼ばれている。

## 系譜

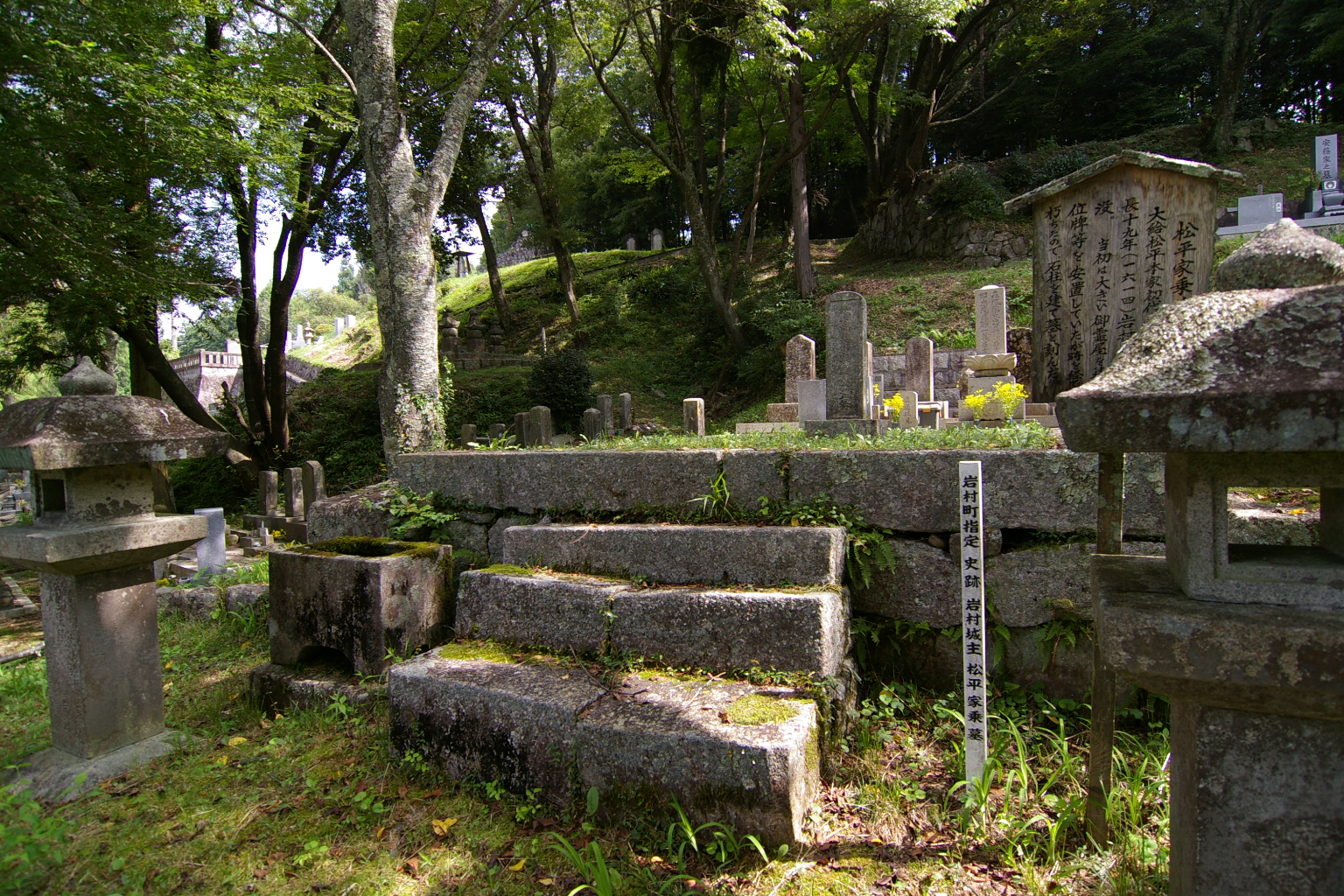
大名墓地にある松平家乗の墓（岐阜県恵那市岩村町）

父母
- 松平真乗（父）
- 戸田忠重の娘（母）

正室
- 松樹（石川康通の娘）

子女
- 松平乗寿（長男）
- 松平知乗（次男）
- 大久保教隆正室
- 知久直政室